# Сабіров Олег Володимирович
Олег Володимирович Сабіров ((узб. Oleg Sobirov), нар. 13 березня 1981, Шимкент, КРСР) — узбецький та казахський футболіст, лівий захисник. Виступав за збірну Узбекистану.

## Клубна кар'єра
Олег Сабіров вихованець чимкентського футболу. Першим його клубом був «Навбахор». Потім був у складі клубів «Маріца», «Дустлик», «Карпати» (Львів), «Кизилкум», «Ордабаси», «Актобе», «Мегаспорт», «Жетису» та «Восток». У 010 році грав за костанайський «Тобол».

## Досягнення
- Чемпіонат Узбекистану:
  -  Чемпіон (2): 1999, 2000
  -  Бронзовий призер (1): 2002

- Кубок Узбекистану:
  -  Володар (2): 1998, 2000

- Прем'єр-ліга Казахстану:
  -  Чемпіон (1): 2010

## Особисте життя
Батько Олега, Володимир Валієвич Сабіров (14.01.1958 — 11.08.1979), також був футболістом. Грав на позиції нападника. Грав у «Хорезмі», в 1979 році був запрошений до основного складу ташкентського «Пахтакору». У вищій лізі чемпіонату СРСР провів 4 матчі, кандидат в майстри спорту СРСР. Загинув разом з командою «Пахтакор» в авіакатастрофі над Дніпродзержинськом.
Проживає в Шимкенті. Одружений, має трьох дітей: дві доньки, син. Любить собак. Вдома мешкають три великі середньоазійські вівчарки та чотири мопса.